# Juego perverso
 Juego perverso es una película de Argentina dirigida por Ricardo Pèrez Roulet según su propio guion que se produjo en 1984 pero fue suspendida en la tercera semana de rodaje. Tenía como protagonistas a Betiana Blum, Aldo Barbero, Oscar Ferrigno (hijo) y Sandra Ballesteros.
Fue filmada en la localidad de Del Viso, provincia de Buenos Aires.

## Sinopsis
El hijo de un hombre rico invade la intimidad de los vecinos con una filmadora.

## Reparto
- Betiana Blum
- Aldo Barbero
- Oscar Ferrigno (hijo)
- Sandra Ballesteros
- Sara Vinocour
- Paulino Andrada
- Norma Angeleri
- Ana María Castel
- Selva Brouget
- Doris Perry